# Ochyrocera arietina
Ochyrocera arietina is een spinnensoort uit de familie Ochyroceratidae. De soort komt voor in Cuba en Saint Vincent.